# Тахриф
Тахри́ф (от араб. تحريف‎ — «искажение слов; перестановка букв в слове») в исламском богословии — изменения, которые иудеи и христиане внесли в библейские рукописи Таурат (Тору), Забур (Псалтирь) и Инджиль (Евангелие). Среди богословов, утверждавших о тахрифе библейских текстов, были Ибн Хазм, аль-Куртуби, аль-Макризи, Ибн Теймийа, Ибн Каййим.

## История
Тема тахрифа впервые была затронута в трудах Ибн Хазма (XI век), который отверг авторство Торы Моисеем (Муса) и утверждал, что её автором был Ездра (Узайр). Ибн Хазм систематизировал аргументы против подлинности библейского текста Танаха и Нового Завета, отметив в них хронологические и географические неточности и противоречия, запретные действия (антропоморфные выражения, рассказы о блуде и распутстве, грехи пророков), а также отсутствие надёжной передачи (таватир) текста. По мнению Ибн Хазма, фальсификация Торы могла произойти в то время, когда существовала только одна рукопись, хранившаяся в Храме. Аргументы Ибн Хазма в отношении тахрифа имели большое влияние на исламскую литературу и были использованы поздними полемистами.

## Виды тахрифа
Амин Ахсан Ислани пишет о четырёх видах тахрифа:
- Намеренная интерпретация текста в манере, которая является полностью противоположной цели автора[7], либо искажение произношения слова до такой степени, что слово полностью меняет смысл[6].
- Добавление или удаление предложения или части текста таким образом, что полностью искажает первоначальный смысл. Например, в соответствии с исламом, евреи изменили событие миграции пророка Авраама таким образом, что никто не может доказать, что Авраам имел отношение к Каабе.
- Перевод слова, которое имеет 2 значения в том смысле, которое противоречит контексту. Например, арамейское слово, которое эквивалентно арабскому ибн (ابن‎) было переведено как «сын», в то время как оно также означало «слугу» и «раба».
- Поднятие вопросов о чём-то абсолютно ясном, для того чтобы создать неопределённость или изменить полностью его смысл[6].

## Мнение богословов
- Ибн Аббас сказал: «Как вы можете спрашивать людей Книги о чём-то, когда ваша Книга, которая была ниспослана посланнику Бога, да благословит его Аллах и дарует ему мир, нова, и вы прочитай ее чисто и недвусмысленно, и он сказал тебе, что Люди Книги изменили Книгу Божью и изменили её»[8].
- Имам аль-Бухари в своём труде «Книга монотеизма» (Китаб ат-Таухид) объяснял значение слова «тахриф» следующим образом: «Тахриф означает изменение. Но никто не может изменить хотя бы букву в Божьей книге. Тахриф, сделанный в тексте, касался изменения его смысла [неправильного толкования]»[источник не указан 442 дня].
- В комментарии к 46-му аяту суры «Ан-Ниса» Фахруддин ар-Рази писал: «Искажать (тахриф) — значит сеять пустые сомнения и давать ложные объяснения, а также изменять истинное значение слов на неправильное посредством искусной игры слов, как это делают еретики со стихами, которые не подтверждают учений их сект. Такое объяснение кажется наиболее правильным»[источник не указан 442 дня]. В своём комментарии к 13-му аяту суры «Аль-Маида» он писал: «Подобное искажение (тахриф) может быть неправильным истолкованием смысла, а может быть изменением самого текста. Однако мы уже показали, что первое объяснение наиболее вероятное, потому что невозможно изменить текст книги, которая непрерывно переписывалась одним за другим поколением переписчиков и распространялась в широком масштабе»[источник не указан 442 дня].
- Профессор Мухаммад Фарид Ваджди говорит: «Одним из ощутимых доказательств искажения является то, что Тора, распространённая среди христиан, противоречит Торе, распространённой среди евреев»[9].